# چوروکو (تاکنا)
چوروکو (به اسپانیایی: Choreveco) یک کوه در پرو است که در استان کانداراوه و استان تاراتا واقع شده‌است. چوروکو ۵٬۰۰۰ متر بالاتر از سطح دریا واقع شده‌است.